# Piana degli Albanesi
Piana degli Albanesi (in Arbëresh, IPA: [ar'bəreʃ]: Hora e Arbëreshëvet; sizilianisch Chiana di l'Arbanisi, jedoch meist nur Chiana) ist eine Stadt der Metropolitanstadt Palermo in der Region Sizilien in Italien mit 5321 Einwohnern (Stand 31. Dezember 2023). Die Stadt ist heute noch fast ausschließlich von Arbëresh bewohnt.

## Geographische Lage

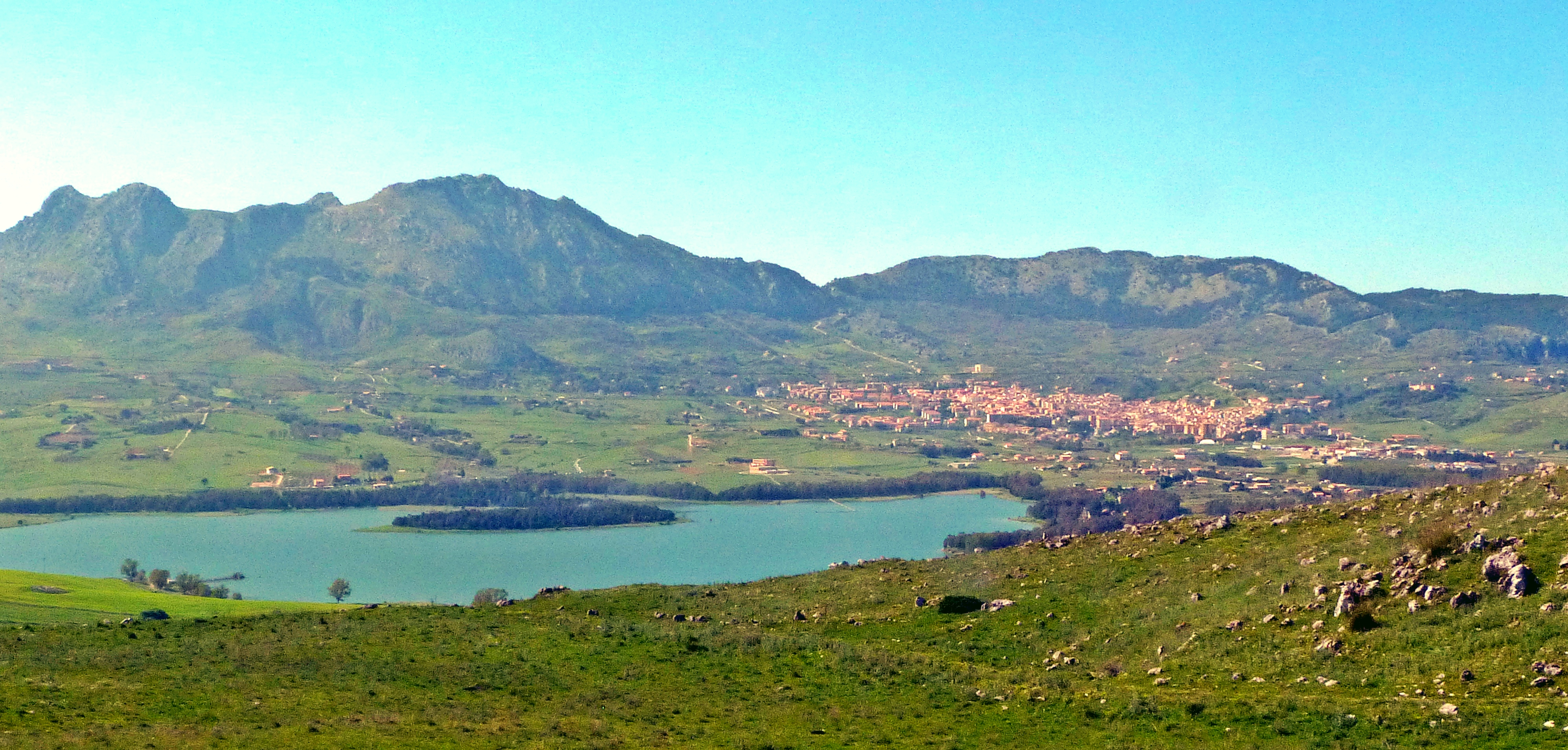
Piana degli Albanesi mit See

Piana degli Albanesi liegt 27 Kilometer südlich von Palermo am Lago di Piana degli Albanesi. Die Einwohner arbeiten hauptsächlich in der Landwirtschaft. Die Nachbargemeinden sind Altofonte, Monreale und Santa Cristina Gela.

## Geschichte

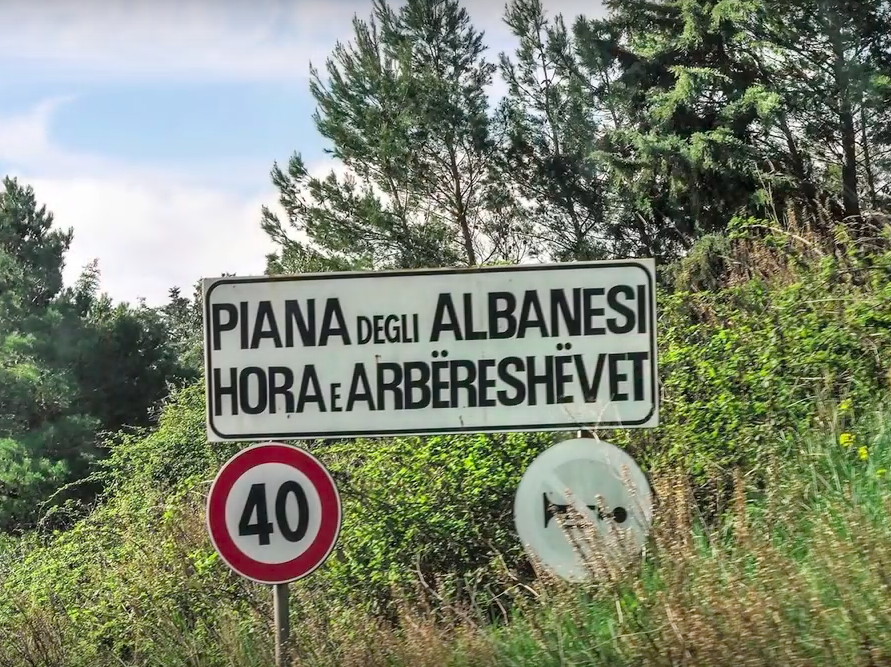
Bilinguales Ortsschild

Der Ort wurde 1488 gegründet und hieß bis 1941 aufgrund des byzantinischen Kirchenritus offiziell Piana dei Greci (Ebene der Griechen). Heute wird die Stadt offiziell Piana degli Albanesi, gemeinhin auch Hora e Arbëreshëvet (Stadt der Albaner) genannt.
Der Ort wurde von Arbëresh (albanischen Einwanderern) gegründet, die vor der Invasion der Türken geflohen waren und in Sizilien neue Siedlungsgebiete erhalten hatten.
Seit 1937 ist Piana degli Albanesi Bischofssitz der Eparchie Piana degli Albanesi, eines der zwei italo-albanischen Bistümer.
Am 1. Mai 1947 wurden im Massaker von Portella bei einem Anschlag durch die Bande von Salvatore Giuliano auf die Maifeier 11 Menschen getötet und 33 verletzt. Die Täter stammten aus dem Umfeld der Mafia.

## Sehenswürdigkeiten

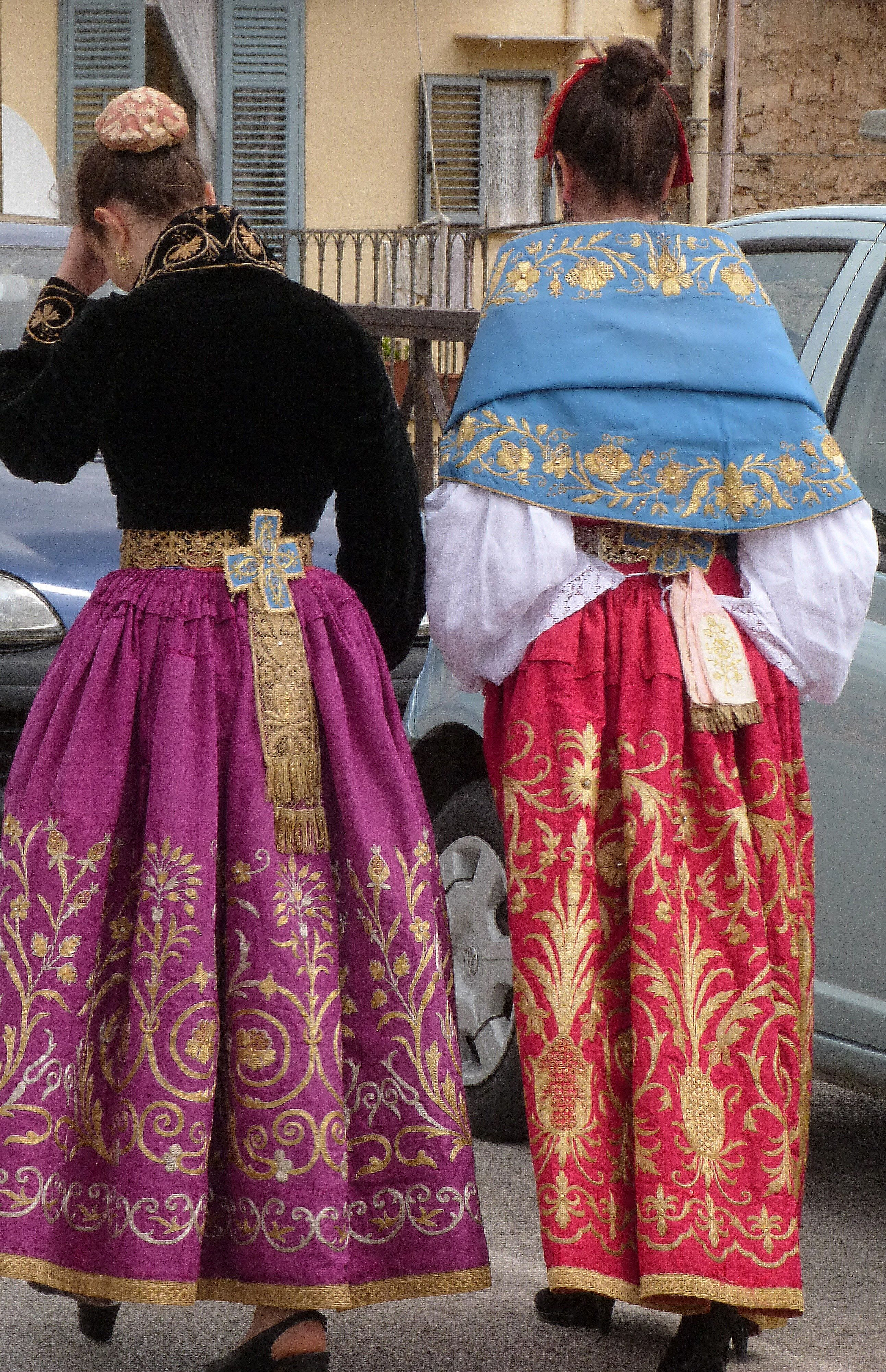
Frauen in albanischer Tracht

- Kathedrale San Demetrio Megalomartire, erbaut 1590, von Pietro Novelli 1641–42 ausgemalt
- Kirche Maria Odigitria (1644)
- Kirche San Giorgio Megalomartire (1493)

## Söhne und Töchter der Stadt
- Lekë Matrënga (1567–1619), katholischer Geistlicher und früher albanischer Schriftsteller
- Giuseppe Schirò (1690–1769), Erzbischof albanischer Abstammung des byzantinischen Ritus
- Demetrio Camarda (1821–1882), Philologe
- Marco Petta (1921–2007), Mönch, italo-byzantinischer Gelehrter und Lehrer
- Sotìr Ferrara (1937–2017), Bischof der Eparchie Piana degli Albanesi